# Getijdeneiland

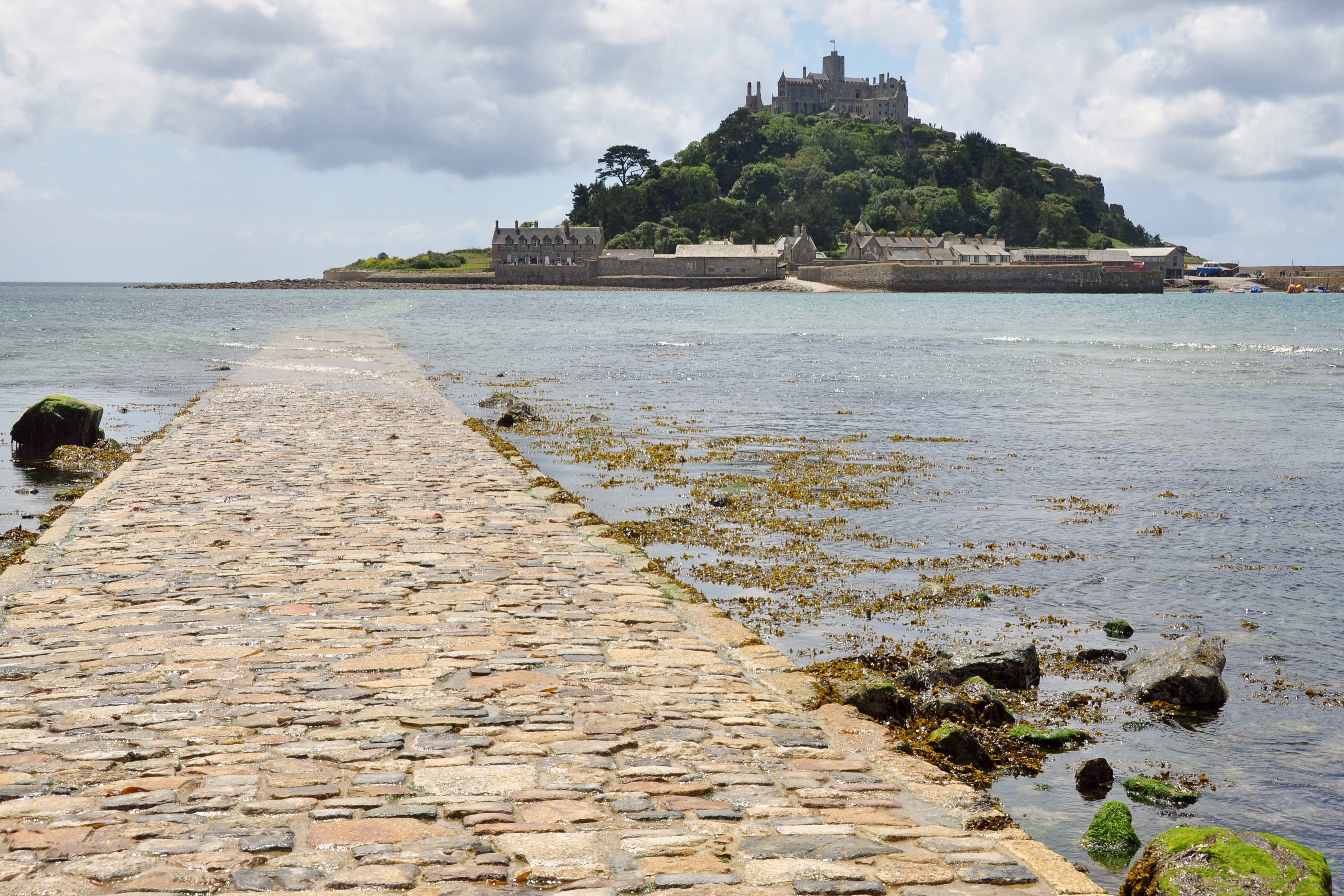
De weg naar St Michael's Mount, Cornwall, bij opkomend tij.

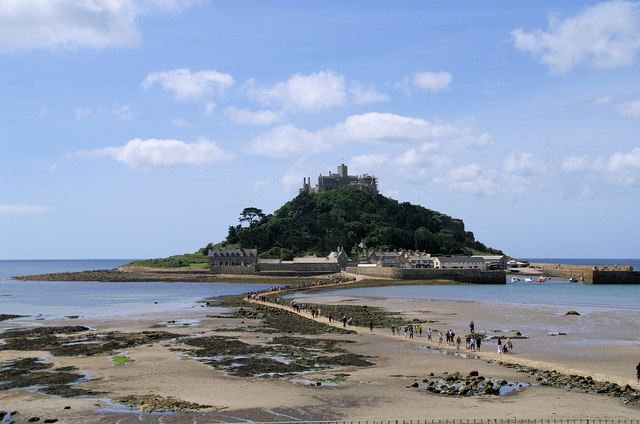
Bij laag water valt de weg droog.

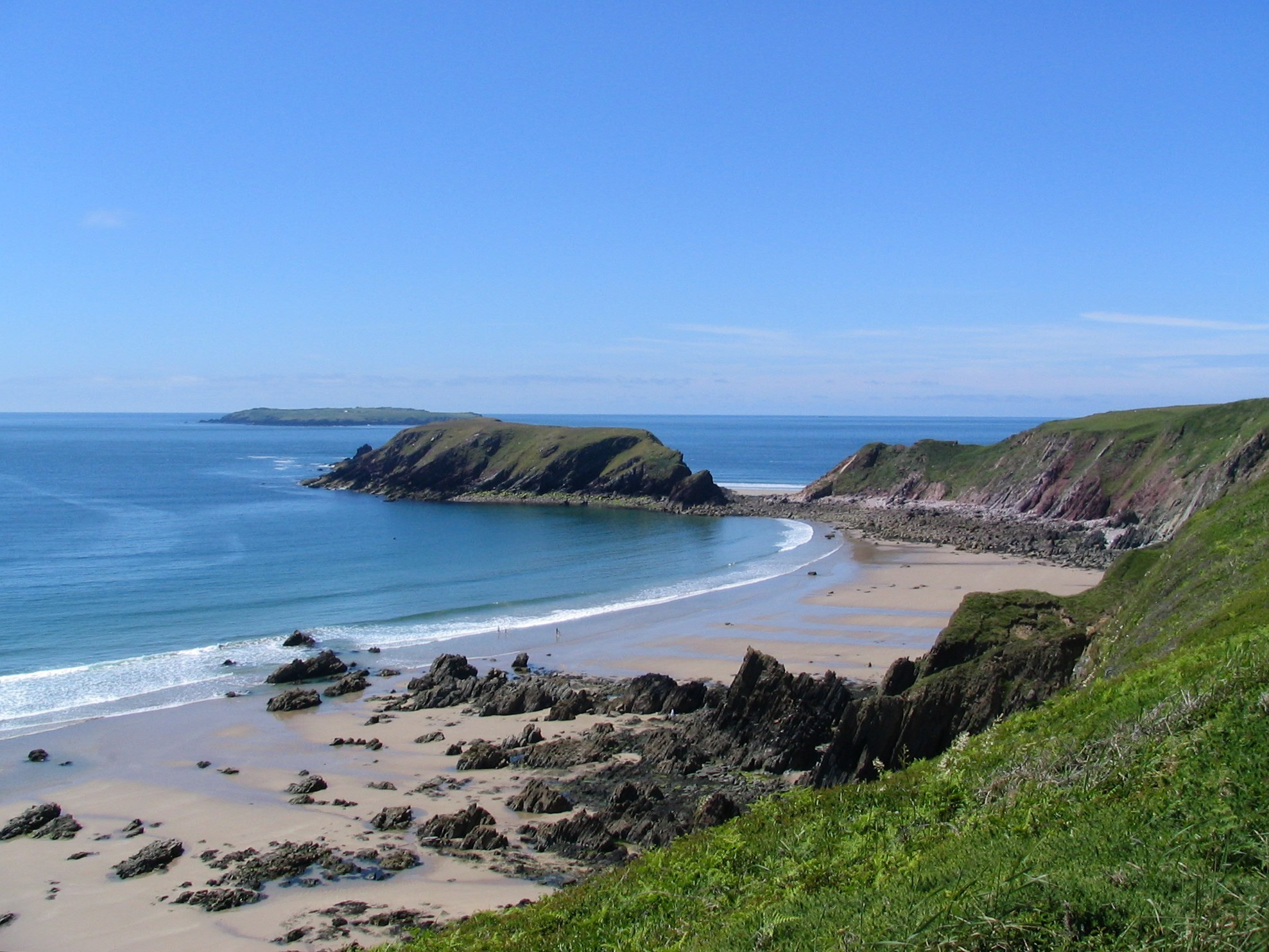
Gateholm, Zuidwest Wales: een natuurlijk getijdeneiland.

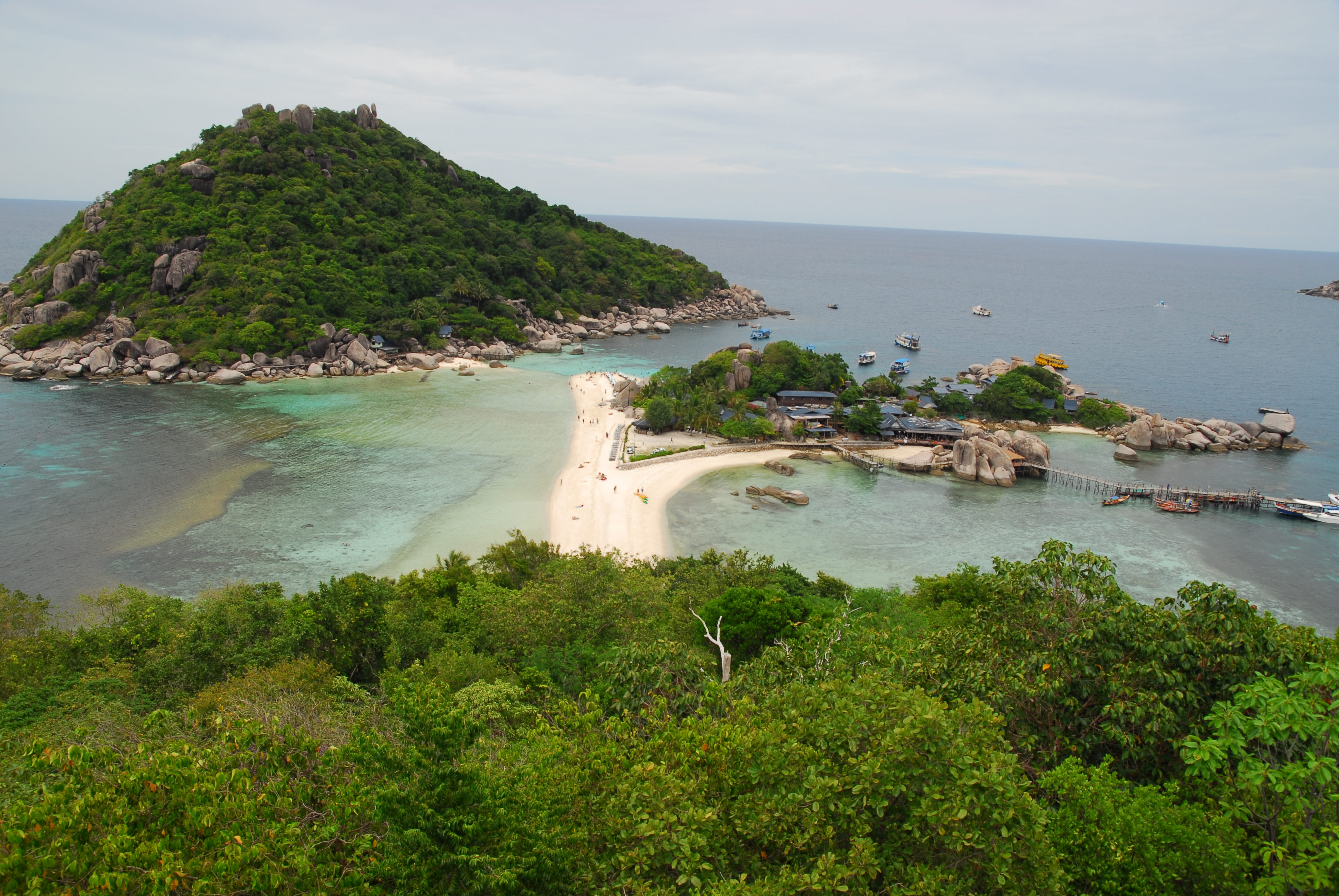
Ko Nang Yuan (schildpaddeneiland), een Thais eiland dat met eb te voet over de zandbank bereikbaar is.

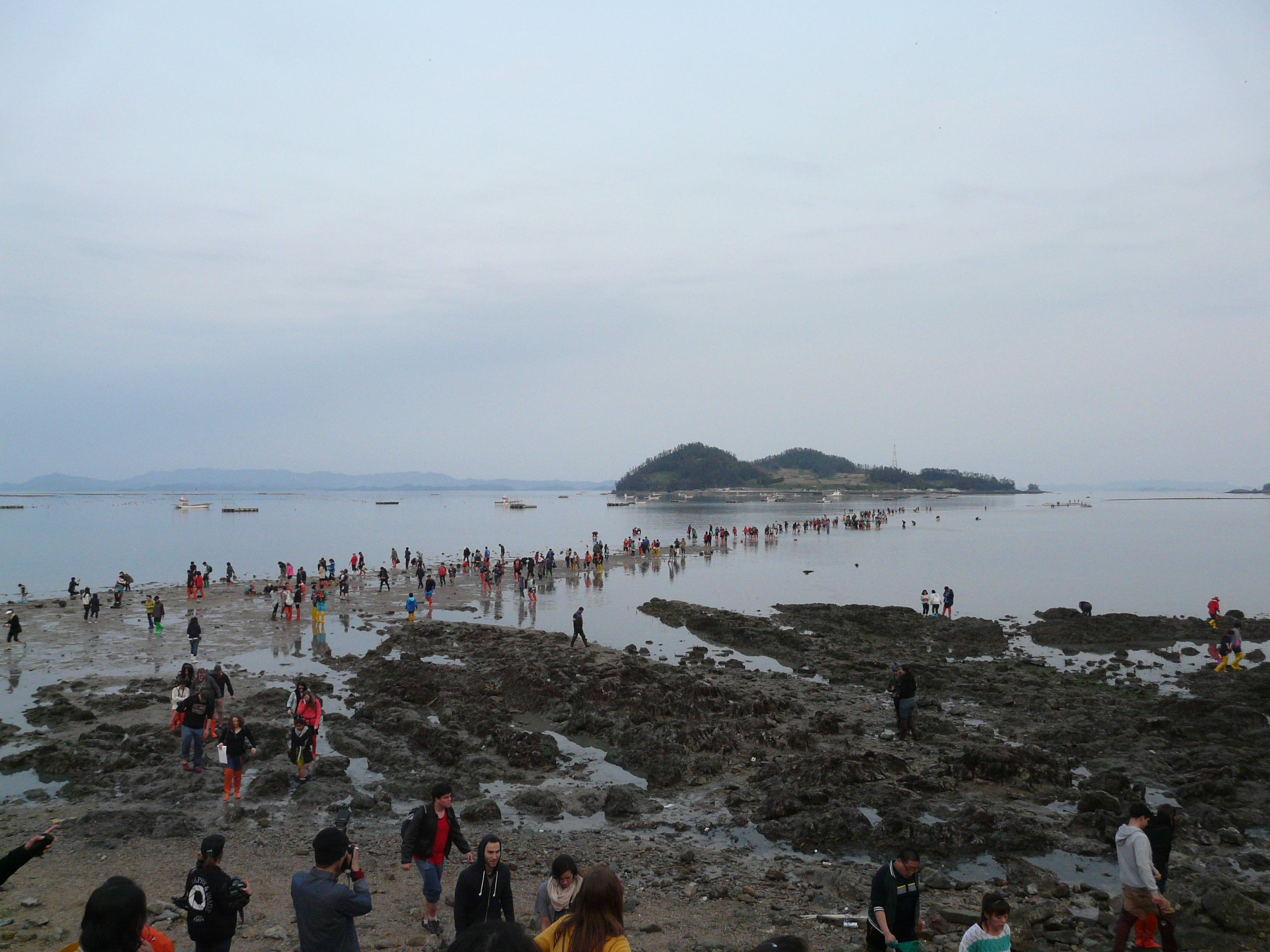
Het Koreaanse eiland Jindo is slechts tweemaal per jaar gedurende een uur, met extreem laag water, te voet bereikbaar.

Een getijdeneiland is een eiland dat periodiek, afhankelijk van het getijde, een schiereiland is. De verbinding tussen het getijdeneiland en het vasteland valt droog bij eb en wordt overspoeld door de zee bij vloed.
Door de speciale uitstraling en het feit dat een getijdeneiland in het verleden relatief goed te verdedigen was, zijn er veel abdijen en forten op dergelijke eilanden gebouwd. Een bekend voorbeeld is Mont Saint-Michel, dat overigens tegenwoordig geen getijdeneiland meer is omdat er een vaste dijk naar het eiland is aangelegd. Hetzelfde geldt voor Bennelong Island, het eiland waarop het Sydney Opera House ligt. Dat werd in 1821 een schiereiland nadat de ondiepte tussen het eiland en het vasteland in drie jaar tijd was volgegooid met stenen.
Getijdeneilanden kunnen natuurlijk zijn ontstaan, maar ze kunnen ook kunstmatig zijn gemaakt, door een lage dam aan te leggen naar een eiland.
Natuurlijke getijdeneilanden veranderen vaak na verloop van tijd in echte eilanden, doordat de verbinding met het vasteland door de zee weg-erodeert. Het omgekeerde komt echter ook voor: door sedimentatie kan een verbinding droogvallen, of het land kan door vulkanisme of postglaciale opheffing (zoals bij Stor Bergholmen) omhoog komen waardoor de verbinding blijvend droogvalt.